# Lesotho
Lesotho, formellt Konungariket Lesotho (kolonialt namn: Basutoland), är en monarki i södra Afrika. Landet är en enklav till, och alltså på alla sidor omgivet av, Sydafrika och ett av de minsta länderna i Afrika. Lesotho är bergigt, och är ett av världens ekonomiskt minst utvecklade länder, med begränsade resurser och ett starkt beroende av Sydafrika. Omkring en fjärdedel av den yrkesarbetande befolkningen arbetar i Sydafrika, många i gruvorna.
Lesotho var tidigare den brittiska besittningen Basutoland, och enades till ett kungarike omkring 1820 av Moshoeshoe I. Då befolkningen kände sig hotad av boerna i Oranjefristaten valde landet 1868 att bli ett brittiskt protektorat. Från 1871 till 1884 var det inlemmat i Kapprovinsen, och blev därefter återigen ett eget protektorat. Landet blev självständigt 1966, med Moshoeshoe II som kung. Vid dennes död 1996 blev hans son insatt som kung Letsie III.

## Historia
Det finns lite dokumenterat om Lesothos historia före 1800-talet. Platsen har bebotts av san-folk vilka har lämnat efter sig grottmålningar på flera ställen. Zulufolkens våldsamma och framgångsrika expansion under Shaka Zulu på 1820-talet ledde till att många byar splittrades och människor flydde. Lesothos förste kung, Moshoeshoe I, lyckades organisera ett motstånd på en naturlig fästning, berget Thaba Bosiu ("Nattens berg"). Även om Moshoeshoe kunde hålla zuluerna stången så fick han även försvara sig mot de boer som vandrade in från Kapprovinsen. Boerna lyckades annektera den största delen av de bördiga lågländerna innan Moshoeshoe lyckades få den brittiska kronans beskydd 1868. Efter Moshoeshoe I:s död 1870 införlivades området med Kapkolonin. 1884 blev Lesotho kronkoloni som det brittiska protektoratet Basutoland. Basutoland bytte namn till Kungadömet Lesotho vid självständigheten från Storbritannien 1966. Kung Moshoeshoe II av Lesotho fick gå i exil 1990. Under exilen till 1995 usurperade hans son, nuvarande kung Letsie III, tronen. År 1993 återupprättades en konstitutionell regering efter 23 års militärstyre. År 1998 hölls ett omtvistat val som följdes av våldsamma protester och militärt uppror, vilket ledde till att Sydafrika ingrep i en kort men blodig militär invasion. Efter detta har konstitutionen reformerats och det politiska läget har stabiliserats. År 2002 hölls fredliga val till parlamentet.

## Geografi

### Topografi och hydrografi
| Landskap i Lesotho. |  | Makhalengfloden. |
| Landskap i Lesotho. |  | Makhalengfloden. |

Lesotho utgör en enklav i den sydöstra delen av Sydafrika. Lesotho är det land vars lägsta punkt är högst i världen; det ligger i sin helhet över 1 400 meter över havet. Berggrunden består av karroo-sandsten med ett överliggande horisontellt lager av karroo-lava.
De östra två tredjedelarna av landet omfattar den högsta delen av Drakensbergen, på östsidan av den sydafrikanska platån. Det högsta berget är Thabana Ntlenyana med 3 482 meter över havet. I väst ligger en 60-100 km bred platå, cirka 1 700 meter över havet, som utgör en fortsättning av den högliggande platån i Fristatsprovinsen i Sydafrika. Oranjefloden och dess källor har i väst skurit djupa dalgångar och skapat ett genomskuret landskap. Den lägsta punkten ligger där floderna Oranje och Makhaleng flyter samman, 1 400 meter över havet. Den odlingsbara ytan i landet är omkring 10 %, och större delen av landet är högland.

### Klimat
Klimatet är tempererat med kyliga eller kalla, torra vintrar och varma, regniga somrar. Ibland förekommer längre torrperioder.

### Miljöproblem
Några av Lesothos miljöproblem är jorderosion och jordutmattning och att öknen breder ut sig.

## Styre och politik

### Författning och styre
Lesotho är en parlamentarisk konstitutionell monarki och enhetsstat. Monarkens, sedan 1996 kung Letsie III, uppgifter har dock övergått till att bli allt mer symboliska. Landets parlament består av två kamrar: Senaten har 33 platser vars ledamöter har en mandatperiod på fem år. Av dessa upptas 22 av platserna av traditionella hövdingar och elva nomineras av kungen efter rådgivning av The Council of State, en grupp bestående av nyckelfigurer från regeringen samt ämbetsmän. Till nationalförsamlingen väljs ledamöterna genom val till en mandatperiod på fem år. Nationalförsamlingen består av 120 ledamöter, varav 80 väljs i majoritetsval i enmansvalkretsar och 40 väljs i proportionella val. Regering utses av partiledaren till det parti som fått majoriteten av rösterna. Vid valet till parlamentet 2007 uppgick valdeltagandet till 72 % av de registrerade väljarna. Vid valet 2015 valdes Pakalitha Mosisili till Lesothos premiärminister. Efter parlamentsvalet 2017, som hölls i förtid på grund av en misstroendeförklaring mot Mosisili, blev Tom Thabane premiärminister.
Regeringschefen är landets premiärminister. Ledaren av majoritetspartiet eller majoritetskoalitionen i nationalförsamlingen blir automatiskt premiärminister. 

### Administrativ indelning
Lesotho är indelat i tio distrikt: Berea, Butha-Buthe, Leribe, Mafeteng, Maseru, Mohales Hoek, Mokhotlong, Qacha's Nek, Quthing och Thaba-Tseka.

### Internationella relationer
Lesotho är medlem av Förenta nationerna (FN) och de flesta av FN:s underorganisationer, bland andra Världsbanken. Dessutom är man medlem av bland andra Världshandelsorganisationen (WTO), Samväldet, Afrikanska unionen, SADC och Cotonouavtalet.

## Ekonomi och infrastruktur
Ungefär tre fjärdedelar av Lesothos befolkning bor på landsbygden och sysselsätts av jordbruk och boskapsskötsel, men landet producerar endast 20 % av maten som befolkningen kräver. Lesotho har ett handelsunderskott där exporten (851,6 miljoner USD) utgör en liten del jämfört med importen (1,688 miljarder USD).
Lesothos är beroende av Sydafrika för mycket av dess ekonomiska aktivitet och Lesotho importerar bland annat 90 % av konsumerade varor från Sydafrika. Hushåll i landet är till stor del beroende av remittans från medborgare som arbetar i Sydafrika inom gruvbranschen, jordbruk samt som hushållsarbetare. Inkomsterna från tullavgifter genom Southern Africa Customs Union uppgick år 2014 till 44 % av regeringens inkomster. Sydafrika betalar också royalties för att bruka vatten från dammar i Lesotho.
Inkomstskillnaderna i landet är stora och 2010 beräknades 57,1 % av befolkningen ligga under fattigdomsgränsen.
Man har även viss turism, bland annat en skidanläggning.

### Näringsliv

#### Jordbruk
Omkring 70 % av Lesothos befolkning livnär sig av lantbruk, i huvudsak djurhållning och självförsörjning. Landet är dåligt ägnat åt jordbruk; bara 10 % av arealen är odlingsbar, och ytterligare 66 % är lämplig som betesmark. Majs, vete, durra och baljväxter är viktiga jordbruksartiklar; under år med överskott exporteras vete till Sydafrika. Från djurhållningen produceras fårull och mohair för export, och även boskap exporteras. Lantbruket stod 2003 för cirka en femtedel av de samlade exportintäkterna och för 14 % av BNI. Bristen på jord och den intensiva användningen av betesmarker har lett till allvarliga erosionsskador.
Många lesothier flyttar in till storstäder på grund av att jordbruket inte räcker till för försörjning för hela befolkningen längre.

#### Energi och råvaror
Naturtillgångar i landet är vatten, odlingsbar mark samt en mindre mängd diamant och andra mineraler. Vatten säljs från de stora dammarna, Mohale Dam och Katze Dam.
Lesotho har få mineralförekomster, men diamanter utvanns i Letseng-la-Terai-gruvan till 1982, då den stängdes. Diamantutvinning i mindre skala påbörjades 1999. Landets viktigaste resurs näst arbetskraften är vatten, som bland annat exporteras – dels som vatten, dels som elektricitet – till Sydafrika. Ett storstilat byggprojekt, Lesotho Highlands Water Project, ska förse delar av Sydafrika med vatten genom rörledningar. Den första fasen färdigställdes 1997, och hela projektet planeras stå klart 2017.[uppföljning saknas] 2004 lanserades Lesotho Lowlands Water Supply Scheme för att försörja den lokala marknaden, särskilt industri och jordbruk i och runt huvudstaden Maseru, med vatten och kraft.

#### Industri
Lesotho har inte haft mycket industri, men tack vare en fördelaktig tillgång till den amerikanska marknaden utvecklades en omfattande textilindustri (inklusive produktion av skodon) tidigt på 2000-talet. Denna blev en betydande faktor i landets ekonomiska utveckling, både i fråga om sysselsättning och som källa till exportintäkter; år 2004 var sektorn landets största arbetsgivare. Thetsane Industrial Area upprättades av myndigheterna 2001 för att dra till sig investeringar från utlandet, och 2003 öppnades Mohalés Hoek Industrial Estate för att samla nyetableringar, särskilt inom textilsektorn.

### Infrastruktur

#### Transporter
Lesotho är ett bergigt land, och många samhällen är inte knutna till vägnätet även om detta i betydlig utsträckning har byggts ut, och de flesta dalarna är sammanknutna med enkla småvägar. Det samlade vägnätet var 2004 på cirka 6 000 kilometer, inklusive enkla vägar som bara lämpar sig för fyrhjulsdrivna fordon. Landet har skrivit under 1949 års Genèvekonventionerna och Konvention om vägtrafik (1968 års Wienkonvention) och accepterar därför internationella körkort som är 1- eller 3-åriga.
Lesotho är knutet till det sydafrikanska järnvägsnätet genom en två kilometer lång sidogren från huvudstaden Maseru till Marseilles. Kommunikationslinjerna till Sydafrika är avgörande för Lesotho, som ligger långt från havet. På grund av otillgängligheten spelar småflygplan en viktig roll i kommunikationerna, och det finns flera småflygplatser med reguljär trafik och ännu fler flygfält. Maseru har en internationell flygplats, Thota-Moli.

#### Utbildning
År 2015 uppgick läs- och skrivkunnigheten bland personer över 15 år till 79,4 %. Det fanns dock skillnader mellan könen, där 70,1 % av männen och 88,3 % av kvinnorna kunde läsa och skriva.

## Befolkning

### Demografi

#### Större städer
Den enda större staden är huvudstaden Maseru, som hade cirka 267 000 invånare år 2014.

#### Minoriteter
Befolkningen hör nästan i sin helhet till sotho (basotho), som är ett bantutalande folk. 75 procent bor i små byar på smala remsor av lägre land nedanför bergen, men överbefolkning tvingar många att flytta upp på platåerna eller att söka arbete i Sydafrika.

#### Migration
År 2016 uppgick nettomigrationen till -7,1 migranter per 1 000 invånare, vilket innebär att fler människor lämnade landet än invandrade.

### Språk
Officiella språk är engelska och bantuspråket sesotho, som också är modersmål för majoriteten av befolkningen. Bantuspråket zulu används också.

### Religion
I landet identifierade sig 80 % av befolkningen som kristna, medan 20 % tillhörde inhemska religioner.

### Hälsa
| Hiv och aids          | 2015    | 2020    |
| --------------------- | ------- | ------- |
| Andel av befolkningen | 22,73 % | 22,1 %  |
| Antal                 | 308 000 | 280 000 |
| Dödsfall per år       | 9 900   | 4 700   |

År 2014 led 11,9 procent av den vuxna befolkningen i Lesotho av fetma, medan 10,3 procent av barn under fem års ålder var underviktiga. Mödradödligheten i landet uppgick till 487 dödsfall per 100 000 födslar år 2015.

### Övriga befolkningsdata
Den senaste folkräkningen hölls den 13 april 2006 och då uppgick antalet folkbokförda (de jure) invånare till 1 876 633, varav 912 798 män och 963 835 kvinnor. Folkräkningar hade tidigare hållits 1996, 1986, 1976 och 1966. Den faktiska befintliga (de facto) befolkningen i Lesotho uppgick till 1 741 406 invånare i folkräkningen 2006, varav 818 379 män och 923 027 kvinnor. Invånartalet i Lesotho uppskattades i juli 2016 av The World Factbook till 1 953 070 invånare, medan Förenta nationerna uppskattade befolkningen 1 juli 2016 till 2 160 000. Vid folkräkningstillfället 2006 befann sig 118 898 av den folkbokförda befolkningen utomlands, varav 118 543 (99,7 %) befann sig i Sydafrika.

## Kultur

### Massmedier
Lesotho har mycket få tidningar, för tillfället inga dagstidningar men däremot flera små veckotidningar. Utgivare är informationsdepartementet och olika kyrkosamfund. Tidningarna är på sesotho eller engelska. Det statliga Lesotho National Broadcasting Service sänder radio- och tv-program på sesotho och engelska sedan 1964 respektive 1988.

### Konstarter

#### Bildkonst
Liksom på andra platser i södra Afrika har man även i Lesotho funnit klippmålningar från förhistorisk tid, samt även från nyare tid, utförda av sanfolket. Bostadshusen har samma prägel som i Sydafrika, Botswana och Zimbabwe. Ofta är ytterväggarna målade i geometriska mönster i jordfärger, utfört av kvinnorna. Denna typen av kvinnokonst utvecklas ännu, och under de senaste decennierna har man även producerat bildvävnader och textilkonst för export.

## Internationella rankningar
| Organisation                                | Undersökning                   | Rankning   |
| ------------------------------------------- | ------------------------------ | ---------- |
| Heritage Foundation/The Wall Street Journal | Index of Economic Freedom 2019 | 142 av 180 |
| Reportrar utan gränser                      | Pressfrihetsindex 2019         | 78 av 180  |
| Transparency International                  | Korruptionsindex 2018          | 78 av 180  |
| FN:s utvecklingsprogram                     | Human Development Index 2018   | 164 av 189 |